# Salfeld Child Control
Salfeld Child Control est un logiciel de contrôle parental pour Windows et Android. Le logiciel existe depuis le début des années 2000, pour une version Windows 9x. Il est disponible pour les appareils Android depuis 2015. Salfeld Child Control aide les parents à surveiller et à limiter le temps que leurs enfants passent sur les écrans et à filtrer le contenu auquel ces derniers sont exposés. 

## Aperçu
Salfeld Child Control est un logiciel qui permet aux parents de contrôler de manière ciblée l’utilisation des appareils numériques par leurs enfants. Il propose des fonctionnalités telles que la gestion du temps d’écran, la navigation sécurisée et la synchronisation entre plusieurs appareils. Le logiciel est disponible aussi bien sur Microsoft Windows que sur Android.

## Histoire
La société Salfeld, établie en Allemagne, développe des programmes de contrôle parental depuis les années 2000. La première version de Salfeld Child Control a été lancée pour Windows 9x, puis elle a été régulièrement adaptée aux versions suivantes de Windows. Depuis 2015, une version pour Android est également disponible en plus de celle pour Windows.

## Avis
En 2020, l'association de défense des consommateurs Stiftung Warentest a comparé plusieurs logiciels de contrôle parental, dont Salfeld Child Control,,,. Le logiciel a obtenu la mention « Bien » et a été élu meilleur produit du test. Il s’est distingué par ses options de personnalisation, lesquelles permettent aux parents de définir précisément des temps d’écran de leurs enfants et de contrôler l’accès à certaines applications ou sites web. Le logiciel a également été salué pour sa facilité d’utilisation, ainsi que pour son approche pédagogique, reconnue comme rare dans ce type d’outils à forte composante technique.
L’étude de Stiftung Warentest a toutefois souligné que des logiciels de contrôle parental ne peuvent pas garantir une sécurité totale. Des risques tels que le cyberharcèlement, les contacts en ligne non désirés ou les tentatives de manipulation à des fins d’abus ne peuvent pas être entièrement détectés ni empêchés par les logiciels de contrôle parental. Les experts du Stiftung Warentest ont également rappelé que l’usage de ces outils devrait s’inscrire dans une démarche d’accompagnement éducatif, afin de respecter la vie privée des enfants et de renforcer leur capacité à utiliser les médias de manière responsable.
Klicksafe, une initiative de l’Union européenne, a salué le logiciel Salfeld Child Control pour son interface conviviale, ses nombreuses options de personnalisation et ses outils efficaces de gestion du temps d’écran. Toutefois, certaines limites techniques ont également été relevées : l’affichage de contenus bloqués avant que les filtres ne s’appliquent, des difficultés à filtrer les contenus au sein des applications de réseaux sociaux, ainsi que des préoccupations concernant la journalisation détaillée de l'activité, activée par défaut. Les experts de Klicksafe recommandent aux parents d’utiliser les logiciels de contrôle parental de manière réfléchie, afin d’éviter des restrictions excessives qui pourraient nuire à l’autonomie des enfants ou à la qualité de la relation parent-enfant.

## Liens
- Site officiel